# Paul Hausser
Paul „Papa“ Hausser (7. října 1880 – 21. prosince 1972) byl veterán první světové války, pozdější generál Reichswehru v hodnosti Generalleutnant (Generálporučík) a důstojník Waffen-SS v hodnosti SS-Oberstgruppenführer und Generaloberst der Waffen-SS (Generálplukovník) za druhé světové války. Rovněž byl také držitelem mnoha vojenských vyznamenání, včetně rytířského kříže železného kříže s dubovými ratolestmi a meči. Je nazýván otcem Waffen-SS.

## Mládí a první světová válka
Narodil se 7. října roku 1880 ve městě Brandenburg an der Havel v Braniborsku jako syn armádního důstojníka, pozdějšího majora, Kurta Haussera. Nejprve v letech 1892 - 1896 absolvoval předkadetku v Košalíně v Pomořansku. Poté studoval na hlavní kadetce v Berlíně, kterou dokončil v roce 1899 a byla mu udělena hodnost Leutnant (poručík).
Na těchto kadetkách studoval s pozdějšími polními maršály Güntherem von Klugem a Fedorem von Bockem. Následně byl přiřazen ke 155. pěšímu pluku (Infanterie-Regiment Nr. 155), kde působil až do roku 1907 nejdříve jako pobočník velitele 2. praporu a později i jako pobočník velitele pluku.
Následně nastoupil na studium na vojenskou akademii v Poznani, kde strávil dva roky. Po jejím dokončení v roce 1909 sloužil jako letecký pozorovatel u císařského námořnictva až do roku 1912, kdy byl povýšen do hodnosti Oberleutnant (nadporučík) a převelen do armádního generálního štábu, kde sloužil v kartografickém oddělení. Již v roce 1914 byl povýšen do hodnosti Hauptmann (kapitán).
Se svým povýšením byl opět převelen a to tentokrát do štábu korunního prince Ruprechta bavorského. S vypuknutím první světové války byl převelen ke 6. armádnímu sboru (Armee Korps Nr. 6) a sloužil jako náčelník štábu u 109. pěší divize (Infanterie-Division Nr. 109). V této funkci zůstal až do začátku posledního roku války.
Dne 22. února roku 1918 byl opět povýšen do hodnosti majora a byl jmenován náčelníkem štábu u I. záložního sboru (Reserve Korps Nr. 1). Během roku byl opět převelen a jmenován velitelem 88. střeleckého pluku "Generalfeldmarschall Graf Moltke" (Füssilier-Regiment "Generalfeldmarschall Graf Moltke" Nr. 88), který byl rekrutován ve Slezsku.
Poté krátce sloužil u 59. hlavního velení se speciálním pověřením a to až do konce války. Během první světové války získal mnoho vyznamenání včetně obou tříd železného kříže.

## Meziválečné období
Po skončení první světové války zůstával dále v armádě a v roce 1919 sloužil v ochranné pohraniční jednotce na východě. V témže roce byl umístěn k vrchnímu velení v Glogau, kde působil jako spojovací důstojník. Následující rok byl převelen k 5. brigádě Reichswehru, kde sloužil po dobu dvou let jako náčelník štábu až do 15. listopadu, kdy byl povýšen do hodnosti Oberstleutnant (podplukovník). Poté zastával stejnou funkci u II. oblastního velení až do ledna roku 1923.
Zastával různé štábní funkce až do roku 1927, kdy byl povýšen do hodnosti Oberst (plukovník). Roku 1930 byl jmenován velitelem výcvikového střediska pěchoty v Münsingenu. V této funkci zůstal pouze jeden měsíc a následně byl jmenován dočasným velitelem pěchoty IV. (Infaterieführer IV). V únoru následujícího roku byl povýšen do hodnosti generálmajora a zůstal zde již jako oficiální velitel. V lednu roku 1932 byl povýšen do hodnosti generálporučíka a o měsíc později by penzionován.
Po odchodu z armády vstoupil v únoru roku 1933 do vojenské organizace Der Stahlhelm (Ocelová helma), která byla určena pro veterány z první světové války. Zde se stal velitelem její braniborsko-berlínské pobočky. Brzy nato proběhla reorganizace Stahlhelmu, který byl začleněn do jednotek SA a jemu byla udělena hodnost SA-Standartenführer a byl dosazen ke 25. záložní brigádě SA (SA Reserve Brigade Nr. 25).
Zde se setkal se svým dřívějším přítelem z války Paulem Scharfem, který jej představil Heinrichu Himmlerovi. Ten mu nabídl vstup do SS, aby studoval a řešil problémy s výcvikem SS-Verfügungstruppe. Oficiálně vstoupil do SS dne 15. listopadu 1934 jako SS-Standartenführer a stal se zde velitelem SS-Führerschule ve městě Braunschweigu. Zároveň měl na starosti rozvíjející se osnovy SS pro obě důstojnické školy (Bad Tölz i Braunschweig).
Na místě velitele školy SS ve Braunschweigu jej 1. června roku 1936 vystřídal SS-Standartenführer Friedemann Götze. Následně poté se stal již v hodnosti SS-Brigadeführer šéfem Führungsamtu. V roce 1935 se stal inspektorem SS-Junkerschule a byl povýšen do hodnosti SS-Brigadeführer. Společně s tím byl také jmenován inspektorem obou důstojnických škol SS.
V říjnu roku 1936 byl jmenován inspektorem SS-Verfügungstruppe a tuto funkci vykonával až do 10. srpna roku 1939. Zároveň k tomu mu zůstala funkce inspektora důstojnických škol SS. K 1. květnu 1937 vstoupil do NSDAP.

## Druhá světová válka

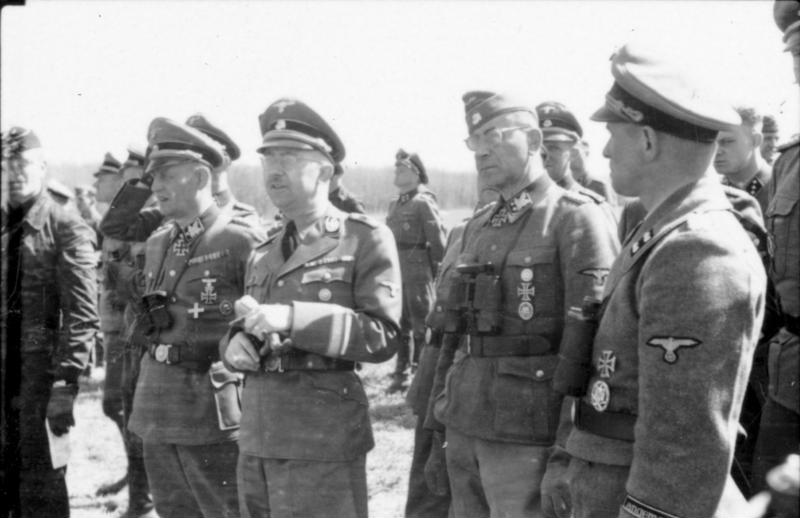
Důstojníci Waffen-SS během, bitvy u Charkova. První muž s rytířským křížem zleva je Walter Krüger, Heinrich Himmler a Paul Hausser s rytířským křížem u krku a brýlemi.

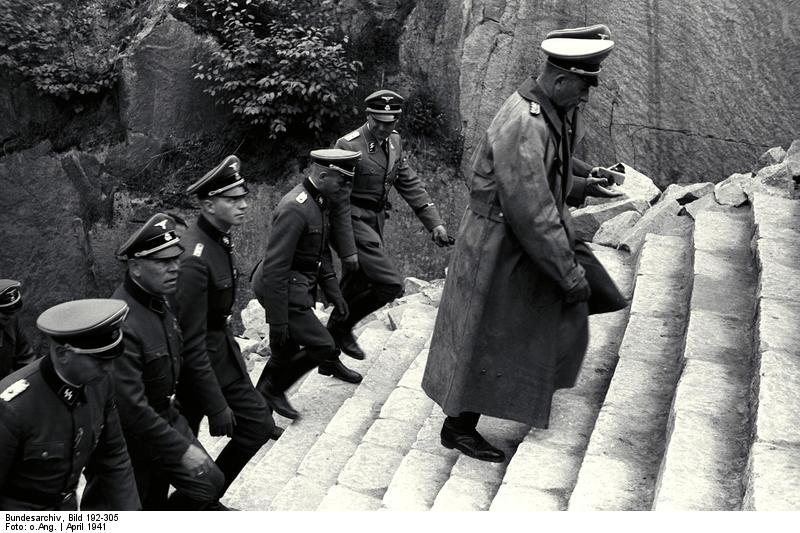
Hausser si v červnu 1941 prohlíží tzv. "Schody smrti", po kterých byli vězni KT Mauthausen nuceni ručně vynášet balvany, což vedlo k tzv. "Vyhlazování prací".

V červnu roku 1939 byl povýšen do hodnosti SS-Gruppenführer a o měsíc později byl s SS-Verfügungstruppe odvelen do východního Pruska, kde byla jeho jednotka SS použita pro zformování Tankové divize Kempf. Společně s ní se Hausser zúčastnil invaze do Polska a poté by převelen do Berlína, kde byla divize rozpuštěna.
Následně na to byl pověřen velením formačního štábu pro první divizi, která se měla zformovat z jednotek SS. Touto divizí byla motorizovaná SS-Verfügungstruppen Division(později 2. SS-Panzer Division „Das Reich“), tvořená předválečnými pluky "Deutschland", "Germania" a "Der Führer". K této velitelské funkci dostal navíc na starost řízení velícího úřadu Waffen-SS (Kommandoamt der Waffen-SS). V této funkci setrval až do poloviny srpna roku 1940, kdy byl vystřídán SS-Gruppenführerem Hansen Jüttnerem, když byl ustaven SS-Führungshauptamt, pod nějž byl přeřazen.
S rozmachem SS mu bylo v listopadu téhož roku přidáno k hodnosti: Generalleutnant der Waffen-SS (Generálporučík zbraní SS).
S divizí se pak účastní bitvy o Francii, bojů v Jugoslávii i tažení na východní frontě. Jako následek doporučení napsaných generálplukovníkem Guderianem a generálem von Vietinghoffem za jeho velení během bojových akcí mezi řekami Dněpr a Beresina v Rusku byl 8. srpna roku 1941 vyznamenán rytířským křížem.
Počátkem října téhož roku byl povýšen do hodnosti SS-Obergruppenführer und General der Waffen-SS a zůstal dále u divize, která prošla přejmenováním, nově se jmenovala SS-Division "Reich". Zde byl však raněn a přišel o pravé oko a měl zraněnou i čelist. Ve velení jej nahradil dřívější velitel pluku "Deutschland" SS-Brigadeführer Wilhelm Bittrich.
Po svém zotavení začal s formováním II. tankového sboru SS, který se na krátkou chvíli stal I. tankovou armádou SS, což zmátlo nepřátelskou zpravodajskou službu. Se sborem se zúčastnil třetí bitvy o Charkov, při které se povedlo německým jednotkám porazit sovětské jednotky a na krátko znovu obsadit Charkov. Na návrh generálplukovníka Hermanna Hotha mu jsou uděleny dubové ratolesti k rytířskému kříži.
S vypuknutím invaze do Normandie byl převelen do Francie, aby převzal velení 7. armády po generálplukovníkovi Friedrichu Dollmannovi, který zemřel na infarkt. Ve velení zůstal až do 20. srpna roku 1944, než byl opět zraněn a nahrazen generálem Erichem Brandenbergerem.

## Život po válce

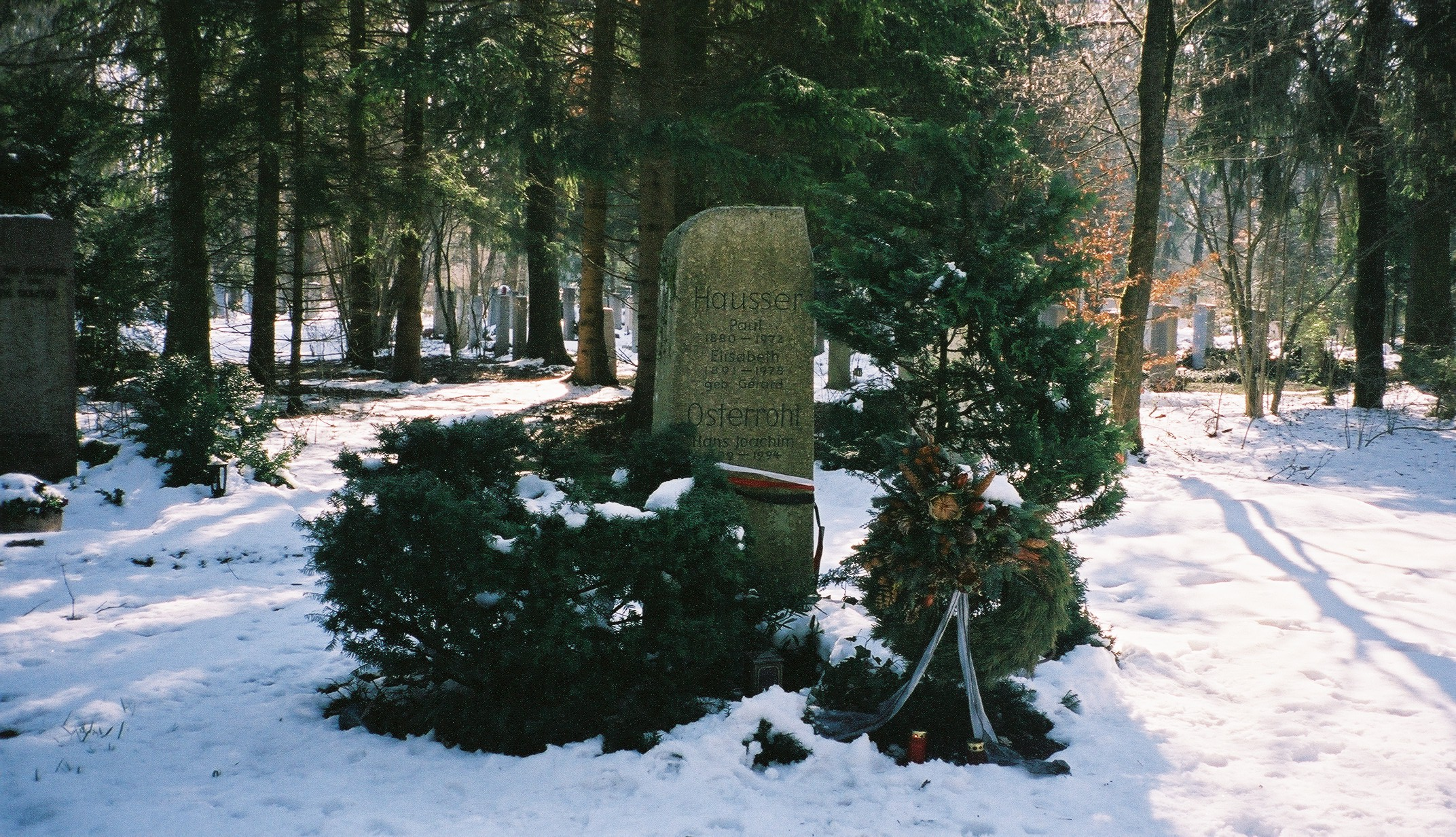
Hrob Paula Haussera

Poté, co se v květnu roku 1945 vzdal americkým jednotkám poblíž rakouského města Zell am See, tak byl internován ve 20 různých zajateckých táborech, včetně internačního tábora v Dachau, v táboře Oberursel, v Neustadt-Allendorfu a také v Norimberku, kde byl později předvolán jako svědek před mezinárodním válečný tribunál.
Zde hájil úlohu Waffen-SS za druhé světové války. Paul Hausser se stal také literárním autorem, poté když napsal v roce 1953 knihu Waffen-SS im Einsatz (Waffen-SS v akci) a v roce 1966 Soldaten wie andere auch (Vojáci jako každý jiní). V obou těchto knihách opět velice výrazně obhajoval úlohu jednotek Waffen-SS za druhé světové války.
Z amerického zajetí byl propuštěn během roku 1949 a v roce 1951 založil společně s bývalými veliteli Waffen-SS Felixem Steinerem, Otto Kummem a Richardem Schulze-Kossensem veteránskou organizaci HIAG pro bývalé příslušníky Waffen-SS. V jejím čele zůstal až do své smrti před Vánoci 21. prosince roku 1972. Zpopelněn byl na hřbitově Neuen Friedhof v rodném Ludwigsburgu a pohřben je na hřbitově Waldfriedhof v Mnichově. Na jeho pohřeb v Mnichově dorazilo několik tisíc bývalých členů SS. Smuteční řeč patřila bývalému SS-Brigadeführerovi a generálmajorovi zbraní SS Otto Kummovi.

## Shrnutí vojenské kariéry

### Data povýšení
- Kadett - 1892
- Leutnant - 18. březen, 1899
- Oberleutnant - 1912
- Hauptmann - březen, 1914
- Major - 22. únor, 1918
- Oberstleutnant - 15. listopad, 1922
- Oberst - 1. listopad, 1927
- Generalmajor - 1. únor, 1931
- Generalleutnant - 31. leden, 1932
- SA-Standartenführer - březen, 1934
- SS-Standartenführer - 15. listopad, 1934
- SS-Oberführer - 1. červenec, 1935
- SS-Brigadeführer - 22. květen, 1936
- SS-Gruppenführer - 1. červen, 1939
- Generalleutnant der Waffen-SS - 19. listopad, 1939
- SS-Obergruppenführer und General der Waffen-SS - 1. říjen, 1941
- SS-Oberstgruppenführer und Generaloberst der Waffen-SS - 1. srpen, 1944

### Významná vyznamenání
- Rytířský kříž železného kříže - 8. srpen, 1941
- Dubové ratolesti k Rytířskému kříži železného kříže (261. držitel) - 28. červenec, 1943
- Meče k Rytířskému kříži železného kříže (90. držitel) - 26. srpen, 1944
- Spona k pruskému železnému kříži I. třídy - 17. květen, 1940
- Spona k pruskému železnému kříži II. třídy - září, 1939
- Pruský železný kříž I. třídy (První světová válka)
- Pruský železný kříž II. třídy - 1914
- Odznak za zranění ve stříbře - 9. květen, 1942
- Zlatý stranický odznak - 30. leden, 1943
- Kříž cti
- Královský pruský odznak leteckého pozorovatele (První světová válka)
- Královský pruský služební kříž (První světová válka)
- Rytířský kříž královského pruského domácího řádu Hohenzollernů s meči - 27. leden, 1917
- Bavorský vojenský řád za zásluhy IV. třídy s meči (1. sv. válka)
- Rytířský kříž saského Albrechtova řádu I. třídy (První světová válka)
- Rytířský kříž württemberského Fridrichova řádu I. třídy s meči (První světová válka)
- Anhaltský Fridrichův kříž v bronzu (První světová válka)
- Rakousko-uherský řád železné koruny III. třídy s válečnou dekorací - 11. červenec, 1918
- Rakousko-uherský vojenský záslužný kříž III. třídy s válečnou dekorací (První světová válka)
- Čestná dýka Reichsführera SS
- Čestný prsten SS